# Goodbye, Dragon Inn
Goodbye, Dragon Inn (不散S, Bu SanP) è un film taiwanese del 2003 scritto e diretto da Tsai Ming-liang.

## Trama
Nel vecchio e decrepito cinema Good Fortune di Taipei, ormai prossimo alla chiusura definitiva, viene proiettato per l'ultima volta un film, il wǔxiá Dragon Inn (1967) di King Hu. In tal contesto, s'intrecciano le vite e le vicissitudini di alcune persone: il proiezionista Hsiao-kang (Lee), la bigliettaia zoppa (Chen), un turista giapponese in cerca di avventure omosessuali (Mitamura) ecc. Mentre i bagni sono luogo privilegiato per fugaci incontri sessuali, gli spettatori in sala sono pochissimi: fra loro anche due attori della pellicola in programma, Jun Shih (sé stesso) e Miao Tian (sé stesso), dei quali il primo si commuove a rivedere la sua interpretazione dopo tanti anni d'inattività.

## Produzione
La rappresentazione struggente di un immaginario cinematografico che non c'è più, reso ancora già doloroso da un contesto decadente. La pioggia battente, l'edificio in rovina, i personaggi che si muovono come fantasmi contribuiscono a sottolineare la morte di un'arte perduta per sempre.

## Riconoscimenti
- 2003 – Mostra internazionale d'arte cinematografica
  - Premio FIPRESCI
- 2004 – International Istanbul Film Festival
  - Tulipano d'Oro